# Богомолов, Владимир Николаевич
Влади́мир Никола́евич Богомо́лов (10 мая 1926, Москва — 6 июля 1993, Москва) — советский актёр, советский и российский театральный режиссёр

 и педагог. Заслуженный артист РСФСР (1969).

## Биография
Родился и вырос в Москве. В 1947 году поступил в Школу-студию МХАТ (курс А. М. Карева), которую окончил в 1951 году. В том же году был принят в труппу Художественного театра, где дебютировал в роли Симона Картинкина в спектакле «Воскресение» по роману Л. Толстого.
В 1958 году поставил свой первый спектакль — «Дмитрий Стоянов» по пьесе Б. Левантовской — и в дальнейшем занимался преимущественно режиссурой.
На протяжении многих лет, до конца жизни, преподавал в Школе-студии МХАТ; в последние годы заведовал кафедрой сценической речи и пластической культуры.
Умер в Москве 6 июля 1993 года.

## Творчество

### Режиссёрские работы во МХАТе
- 1958 — «Дмитрий Стоянов» Б. Левантовской; художник В. Лесков
- 1958 — «Третья, патетическая» Н. Погодина (под руководством М. Кедрова); художник Л. Батурин
- 1961 — «Три толстяка» Ю. Олеши и М. Горюнова (совместно с М. Горюновым): художник Л. Батурин
- 1964 — «Иду на грозу» по роману Д. Гранина; художник Э. Стенберг
- 1970 — «Село Степанчиково и его обитатели» по Ф. Достоевскому; художник А. Окунь
- 1972 — «Кола Брюньон» по Р. Роллану
- 1975 — «Жизнь Галилея» Б. Брехта
- 1977 — «Последний срок» по В. Распутину
- 1978 — «Живи и помни» по В. Распутину
- 1981 — «Дядюшкин сон» по Ф. Достоевскому